# Mario Schachner
Pour les articles homonymes, voir Schachner.
Mario Schachner né le 19 septembre 2001, est un joueur allemand de hockey sur gazon. Il évolue au poste de milieu de terrain au Mannheimer HC et avec l'équipe nationale allemande.

## Carrière
Il a débuté en équipe première le 3 avril 2021 contre l'Argentine à Buenos Aires lors de la Ligue professionnelle 2020-2021.

## Palmarès
- : 1er à l'Euro U21 en 2019
- : 2e à la Coupe du monde U21 en 2021
- : 2e à l'Euro U21 en 2022
- : 3e à la Ligue professionnelle 2020-2021